# Scott Morrison
Scott John Morrison (Waverley (New South Wales), 13 mei 1968) is een Australisch politicus. Hij was premier van 24 augustus 2018 tot 23 mei 2022. Daarvoor was hij minister van Financiën, minister van Sociale Zaken en minister van Immigratie.

## Levensloop

### Jeugd
Morrison werd geboren als de zoon van een politieman. Zijn vader was 16 jaar gemeenteraadslid in Waverley en korte tijd burgemeester van die plaats. Als kind trad Morrison verschillende keren op in tv-reclames. Hij studeerde economische geografie aan de Universiteit van New South Wales. Na het behalen van zijn Bachelor of Arts wilde hij theologie studeren aan Regent College in het Canadese Vancouver, maar omdat zijn vader daar geen voorstander van was ging hij werken.

### Werkende leven
Van 1989 tot 1995 werkte Morrison als onderzoeker voor de Property Council of Australia. Hij maakte in 1995 de overstap naar de toerismesector en verhuisde in 1998 naar Nieuw-Zeeland. Daar stond hij aan de basis van de langlopende 100% New Zealand-campagne. In 2000 keerde hij weer terug naar Australië en kwam in dienst van de Liberale Partij. Hij werd afdelingsdirecteur voor de staat New South Wales en was in die hoedanigheid verantwoordelijk voor de verkiezingscampagnes op federaal en staatsniveau.
Morrison werd door premier John Howard in 2004 benoemd tot directeur van Tourism Australia. Deze benoeming was controversieel omdat het leek te gaan om een politieke benoeming voor een ambtelijke positie. In 2006 verloor Morrison zijn baan omdat hij in botsing kwam met minister van Toerisme Fran Bailey.

### Parlementslid
Morrison ambieerde het lidmaatschap van het parlement. Hij stelde zich in 2007 kandidaat voor een vrijgekomen zetel in het district Division of Cook in de zuidelijke buitenwijken van Sydney. Bij de interne partijverkiezingen verloor hij de stemming met 82 tegen 8 van Michael Towke. Towke werd er vervolgens door The Daily Telegraph van beschuldigd dat hij mensen lid had gemaakt van de partij met het doel op hem te stemmen. De beschuldigingen bleken achteraf niet te kloppen, maar het gevolg was wel dat Morrison Towke verving en gekozen werd in het parlement.
Op het moment dat Morrison in het parlement kwam zat zijn partij in de oppositie. De partij schoof hem in september 2008 naar voren als schaduwminister voor Wonen en later voor Immigratie. In december 2010 vonden 48 asielzoekers, de meesten afkomstig uit het Midden-Oosten, de dood toen hun boot zonk in de buurt van Christmaseiland. Morrison bekritiseerde de regering van premier Julia Gillard die de reiskosten voor meerdere familieleden van de slachtoffers betaalde om de begrafenis in Sydney bij te wonen. Volgens Morrison deed de regering dat niet voor mensen uit Australië zelf. Verschillende partijgenoten namen afstand van zijn uitspraken. Morrison zei later dat de timing ongelukkig was, maar dat hij geen woord terugnam.

### Minister van Immigratie
Partijleider Tony Abbott leidde de Liberale Partij in september 2013 naar een verkiezingsoverwinning en werd de nieuwe premier. Morrison trad aan als de nieuwe minister van Immigratie. Hij lanceerde nog in de maand van zijn aantreden Operation Sovereign Borders die erop gericht was boten met illegale immigranten niet het Australische vasteland te laten bereiken. Boten werden terug naar zee gestuurd en asielzoekers werden onder zeer slechte omstandigheden vastgezet op Nauru en Papoea-Nieuw-Guinea. De actie kreeg internationaal veel kritiek, maar het gevolg was wel dat het aantal asielzoekers fors daalde. In 2013 kwamen 300 boten met 20.587 mensen aan land, in 2014 was dat er nog één met 157 personen aan boord.
Morrison kreeg regelmatig het verwijt, zowel van de media als van de politieke oppositie, dat hij bijna geen informatie gaf over zijn portefeuille. Hij zei zelf dat hij terughoudend was met het geven van informatie omdat hij anders mensensmokkelaars in de kaart zou spelen. Ook kreeg hij veel kritiek omdat er veel kinderen lange tijd vastzaten in de detentiecentra op Nauru. In december 2014 werd hij aangesteld als minister van Sociale Zaken.

### Minister van Financiën
In het nieuwe kabinet van premier Malcolm Turnbull werd Morrison in september 2015 minister van Financiën. In mei 2016 lanceerde Morrison een wet die belastingontduiking door grote internationale bedrijven moest tegengaan. De wet kwam bekend te staan onder de naam Google tax.
Morrison stemde in juni 2016 tegen een wet waardoor mensen van dezelfde sekse de mogelijkheid kregen te trouwen. Hij stelde vervolgens voor dat ouders de mogelijkheid moesten krijgen om hun kinderen te verwijderen uit een klaslokaal als daar werd gesproken over het "niet-traditionele huwelijk".

### Premier
Binnen de Liberale Partij was er intussen veel onvrede over premier Turnbull. Hij had tegen de zin van veel partijgenoten geprobeerd de vennootschapsbelasting te verlagen van 30 naar 25 procent. Ook zagen veel mensen een voorstel niet zitten om de 
CO2-uitstoot de verlagen om te voldoen aan het Klimaatakkoord van Parijs. Op 21 augustus won de premier nog een interne stemming van Petter Dutton. Drie dagen later werd er een tweede stemming gehouden, waar Morrison zich samen met Julie Bishop en wederom Dutton kandidaat stelde. Morrison, die door veel mensen werd gezien als compromiskandidaat, won de verkiezing en volgde Turnbull op als premier.
Morrison bood in oktober 2018 excuses aan aan de slachtoffers van seksueel misbruik, omdat de regering niet in staat was geweest hen te beschermen. Hij reageerde daarmee op het rapport van een onderzoekscommissie die onderzoek had gedaan naar seksueel misbruik binnen scholen, sportclubs en kerken. Daaruit kwam naar voren dat zeker achtduizend kinderen waren misbruikt. In dezelfde maand had hij laten weten dat de Australische regering overwoog, in navolging van de Amerikaanse president Donald Trump, de Australische ambassade in Israël te verplaatsen van Tel Aviv naar Jeruzalem, iets wat internationaal zeer gevoelig ligt. In december van datzelfde jaar maakte Morrison bekend dat Australië West-Jeruzalem erkent als wettelijke hoofdstad van Israël, hoewel de ambassade niet direct zal worden verplaatst.
Morrison won in mei 2019 verrassend de parlementsverkiezingen waarbij Labour-leider Bill Shorten zijn grootste tegenstander was.
In december 2019 kreeg Morrison veel kritiek omdat hij vijf dagen op vakantie ging naar Hawaï, terwijl het land getergd werd door massale bosbranden. Na zijn terugkeer maakte de premier zijn excuses.
Op 21 mei 2022 verloor Morrisons Conservatieve Partij de verkiezingen van Anthony Albanese's Labour Partij. Hij trad onmiddellijk af als minister-president ten gunste van Albanese.

#### Schandaal met geheime ministersposten
In augustus 2022 werd bekend dat Morrison zichzelf tijdens de coronapandemie in het geheim diverse ministeriële bevoegdheden had gegeven tijdens zijn premierschap. Zo had hij zichzelf - in de meeste gevallen zonder de betrokken bewindslieden daarvan op de hoogte te stellen - officieel aangesteld als minister op de ministeries Gezondheidzorg, Economie, Binnenlandse Zaken, Financiën en Grondstoffen. In enkele gevallen had Morrison zijn macht gebruikt om besluiten van de officiële bewindspersoon terug te draaien. Zo hield hij een project tegen waarbij op zee naar gas geboord zou worden, terwijl de verantwoordelijke minister Pitt voor dit project was.
Morrison verdedigde zijn besluit om zichzelf aan te stellen op de diverse ministeries door te stellen dat hij de bevoegdheden nodig had vanwege de uitzonderlijke omstandigheden tijdens de coronapandemie. Morrison meende dat hij op deze manier onmiddels ministers op cruciale departemeneten kon vervangen, mochten zij uitvallen vanwege corona. Echter is het zo dat er in het val van nood, de mogelijkheid is om snel een interim-minister aan te stellen.
Morisson was in staat zich zelf aan te stellen als minister op verschillende departementen omdat het op dat moment in Australië niet verplicht was om ministersaanstellingen openbaar te maken. Premier Albanese, die Morrison opvolgde, maakte bekend dat hij onder meer deze maas in de wet wil aanpakken.

## Klimaatbeleid
Morrison toonde in 2017 in het Australische parlement meermalen een stuk steenkool om tot uitdrukking te brengen dat de stroomvoorziening van het land verzekerd is door het delven van steenkool-voorraden. 
Australië is wereldwijd de op een na grootste exporteur van steenkolen..
Morrison, die als klimaatscepticus bekend staat, suggereert dat de bedreiging van de klimaatverandering en het aandeel daarin van de Australische steenkool verwaarloosbaar is. 
Hij beweerde meerdere keren, dat er geen geloofwaardig bewijs is voor het verband tussen de klimaatcrisis en de bosbranden in 2019. 
Morrison geldt als supporter van de Australische steenkoolindustrie  en wijst veranderingen van de huidige klimaatdoelen van Australië van de hand. [26] De politieke druk op de premier nam toe, toen hij vragen over een relatie tussen de machteloosheid van de regering bij de bestrijding van de klimaatverandering en de bosbranden ontweek. Onder groeiende druk gaf Morrison toe, dat de klimaatverandering heeft bijgedragen aan het uitbreiden van de bosbranden. 
Bij het Forum van eilandstaten in de Pacific in augustus 2019 hoopten leiders van kleine eilandstaten met het oog op de klimaatverandering op een krachtig signaal in de slotverklaring van het raadplegende forum. Morrison wilde deze slotverklaring echter slechts in afgezwakte vorm onderschrijven..
Eind oktober 2019 noemde Morrison klimaatactivisten "anarchisten". Progressieve krachten zouden zich tot doel hebben gesteld om de vrijheden van de Australiërs in te perken. Het zou een nieuw soort radicaal "activisme“ zijn, waarvan een bedreiging zou uitgaan voor de toekomst van de mijnbouw. 
Hij eiste beperking van de vrijheid van meningsuiting van groeperingen, die oproepen tot het boycotten van leveranciers aan milieubelastende mijnbouwbedrijven. De Australian Conservation Foundation en de Australian Greens veroordeelden Morrisons visie als ondemocratisch; hij zou een sociale beweging tot zwijgen willen brengen die maatregelen van Australië tegen de klimaatverandering verlangt..
Morrison raakte in december 2019 verder onder druk, toen hij met zijn familie tijdens het woeden van de over het land uitdijende bosbranden op vakantie ging op Hawaii..
Voor het bekend worden van zijn afwezigheid wegens vakantie zorgde o.a. de klimaatactiviste Isolde Raj-Seppings met een protestactie op 20 december 2019 voor de dienstwoning van de minister-president in Sydney. Morrison excuseerde zich later voor de ergernis, die zijn vakantie bij veel Australiërs had veroorzaakt.
Talrijke media kwamen uit met een aan de toeristische slogan ontleende koppen als "ScoMo, Where the Bloody Hell Are You?".
Morrison werd voorts bekritiseerd toen hij schadeloosstellingen, wegens de inkomstenderving van de vrijwillige brandweerlieden bij inzet, afwees. In New South Wales bestaat de brandweer tot 90 procent uit vrijwilligers. 
Later bond hij in en stemde hij in met de schadeloosstellingen. Zo krijgen vrijwilligers nu onder bepaalde voorwaarden belastingvrij A$ 300 per dag tot een  totaalbedrag van A$ 6000..

## Persoonlijk
Morrison groeide op in de presbyteriaanse kerk en stapte later over naar een pinksterkerk. Hij trouwde met Jenny Warren toen hij 21 was. Het stel kon lange tijd geen kinderen krijgen. Na veertien jaar proberen via ivf-behandelingen kregen zij tweemaal een dochter die via de natuurlijke weg was verwekt.
- Gemeinsame Normdatei: 1165509598
- International Standard Name Identifier: 0000 0004 9614 4825
- Library of Congress Control Number: n2019058275
- Nationale bibliotheek van Australië: 35497099
- Trove: 1471905
- Virtual International Authority File: 3016153596631951900001
- WorldCat: E39PBJjhyW48vRFPmM3c4TJJjC